# Oshikoto
Oshikoto is een bestuurlijke regio in Namibië. Samen met drie andere regio's in het noorden van het land (Ohangwena, Oshana en Omusati) vormde Oshikoto vroeger het thuisland Owamboland.
Tot 2008 was Tsumeb de regionale hoofdstad, sindsien is dat Omuthiya.  

## Plaatsen

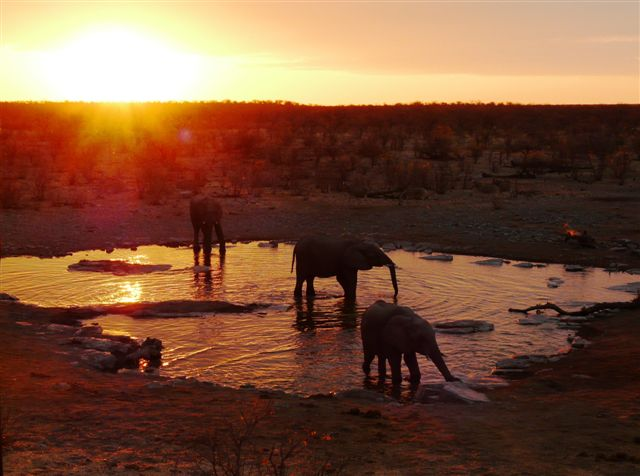
Waterpoel Halali

- Omuthiya, town, 132 km²
- Tsumeb, municipality, 18 km²

## Geboren
- Andimba Toivo ya Toivo (1924-2017), politicus en mensenrechtenactivist

Zambezi · Erongo · Hardap · ǁKaras · Kavango Oost · Kavango West · Khomas · Kunene · Ohangwena · Omaheke · Omusati · Oshana · Oshikoto · Otjozondjupa